# オベルネ
オベルネ （フランス語:Obernai、ドイツ語:Oberehnheim）は、フランス、グラン・テスト地域圏、バ＝ラン県のコミューン。

## 地理
ストラスブール南西とストラスブール国際空港から約20分のところにある。フランクフルト・アム・マイン＝バーゼル間を走るドイツの高速道路からは30分かかる。

## 由来
最古に記録されたオベルネの名称はEhinhaimまたはEhenheimである。これはゲルマン語源のober-に由来する。heimとは村、ehnとはライン川の支流の名称である。Obernaiのつづりは、古いアルザス語がフランス語化したものであるらしい。

## 歴史
オベルネ一帯は、7世紀にアルザスの公爵の領地だった。またオベルネは、アルザス公爵エティション＝アダルリックの娘でアルザスの守護聖人である聖オディールの生誕地である。生まれつき盲目であったオディールは父親に疎んじられ、ブルゴーニュの修道院で育てられ洗礼を受けた。このとき奇跡が起こり、オディールは視力を取り戻したと伝えられている。エティション＝アダルリックは山を提供し、そこにホーエンベルク修道院を建て、オディールは初代修道院長となった。オベルネから15km離れたところにあるこの修道院は、アルザスの巡礼地となっている。
オベルネが最初にその名を表すのは778年である。それはホーエンベルクとニーダーミュンスターの両修道院に依存していた。
ホーエンシュタウフェン家が11世紀後半にオベルネ城を建築している。12世紀のオベルネの繁栄の時代は、いまもコミューンの風景の中に名残をとどめている。1240年代、オベルネは都市に昇格し、1280年代に帝国都市となった。市民が聖母マリアに捧げた教会と鐘楼を建てたのもこの時代である。1354年には十都市同盟に加盟した。
帝国都市であったオベルネは神聖ローマ皇帝の直接支配下にあり、都市が皇帝に守られるのと引き換えに皇帝を支持し資金と兵士を供給していた。帝国の中では小さな存在であるオベルネは、行政権を持っていた。独自に税を徴収し、司法権を行使し、刑場も構えていた。オベルネには公共の秩序を保つための法律があり、14世紀後半に記された羊皮紙には、市が犯罪者から罰金を徴収していたことが記されている。オベルネには13世紀からハンセン氏病患者のコロニーがあり、14世紀には病院がつくられた。14世紀には公衆浴場が市内に三箇所あった。中世後期のオベルネは、堀で囲まれ、38の塔と12の門を備えた二重の城壁に囲まれていた。
15世紀から16世紀がオベルネの絶頂期であった。1562年、皇帝フェルディナント1世がオベルネを訪問している。
17世紀の三十年戦争でオベルネは荒廃し、スウェーデン軍、帝国軍によって占領された。1679年、ナイメーヘンの和約により、オベルネはフランス王国に併合され、神聖ローマ帝国時代にあった政治的自治が失われた。
普仏戦争後、オベルネを含むアルザスがドイツ帝国に併合され、1918年まで支配された。

## 姉妹都市
- ゲンゲンバッハ、ドイツ
- プィイ、スイス